# Distretto di Aral
Il distretto di Aral (in kazako: Арал ауданы) è un distretto (audan) del Kazakistan con  capoluogo Aralsk.